# 水坑站

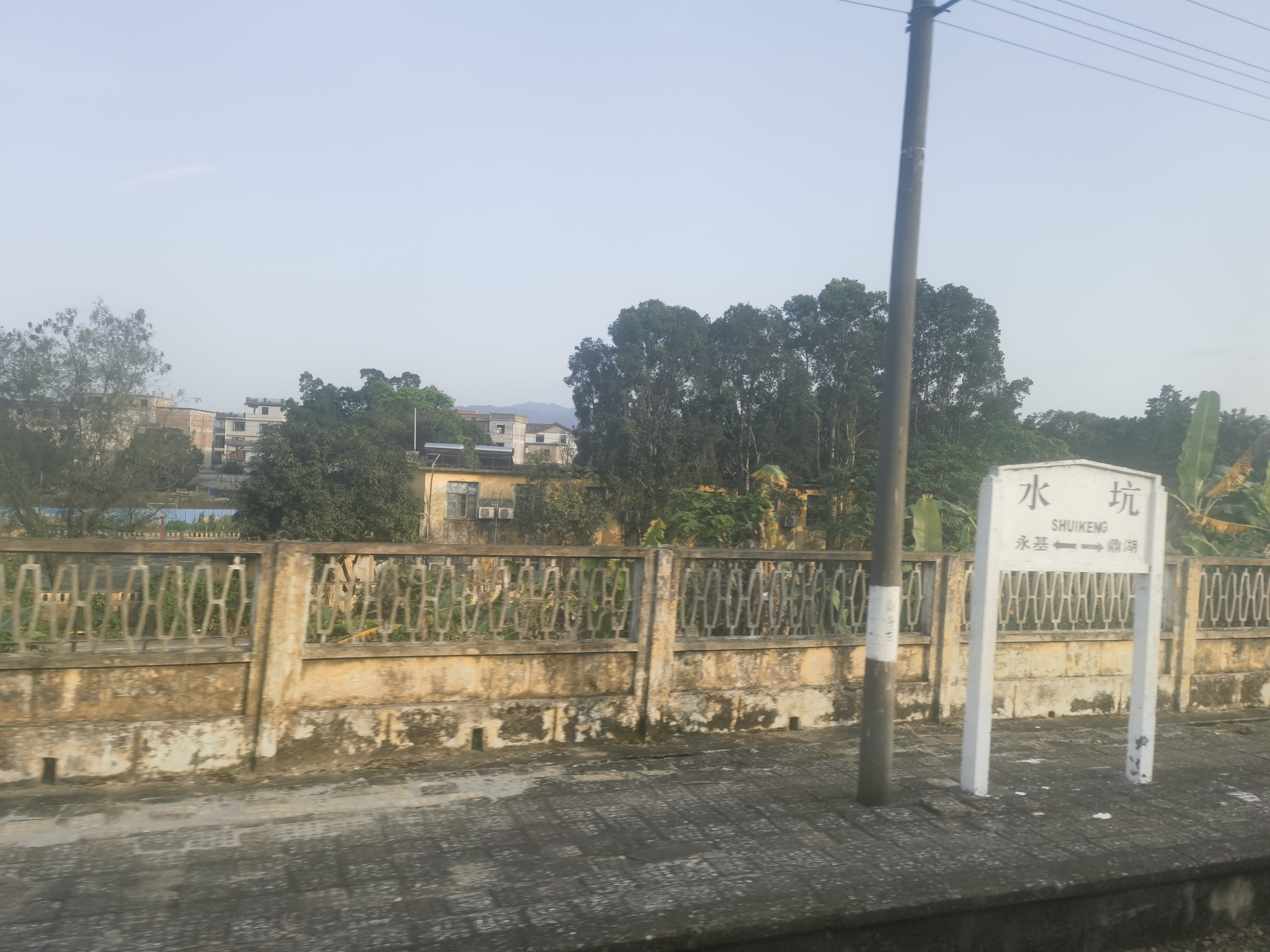
水坑站站牌

水坑站位于广东省肇庆市鼎湖区坑口街道水坑村，是广茂铁路线上的一座四等站，于1989年投入使用。离广州站89公里，距茂名站270公里，隶属广州铁路集团三茂铁路股份有限公司管辖。客运可办理旅客乘降及行李、包裹托运；货运可办理整车货物发到，不办理危险货物发到。目前仅作为会让站使用。